# Abdi Sheik Abdi
Abdi Abdulkadir Sheik-Abdi (somaleză: Cabdi Sheekh Cabdi) (n. 15 octombrie 1942, Somalia - ) este un scriitor somalez care în prezent trăiește în Statele Unite ale Americii.